# Feuerschutzbeschlag
Ein Feuerschutzbeschlag (auch Brandschutzbeschlag) ist ein Kurzschildbeschlag (Türgriff-Garnitur) für Brandschutztüren.
Feuerschutz-Türgriff-Garnituren müssen den Anforderungen der DIN 18273 entsprechen und für die Zulassung als solche nach DIN EN 1634-2 geprüft worden sein.